# Adelaida Abarca Izquierdo
Adelaida Abarca Izquierdo (Madrid, 1923),  conocida con el sobrenombre de Deli, fue una activista política republicana. Militante de las Juventudes Socialistas Unificadas (JSU) y compañera del grupo de Las Trece Rosas, fue represaliada por el franquismo y condenada a 20 años de prisión. Recluida en las cárceles de Ventas de Madrid, las Oblatas de Tarragona, la prisión de Gerona, y la prisión de Les Corts de Barcelona, en 1946 organizó la fuga de Victoria Pujolar, Ángela Ramis y la suya propia.

## Trayectoria
Adelaida Abarca Izquierdo, en 1937 en plena guerra civil Española, con solo 14 años, era miembro de las JSU de Madrid.
Con la derrota del Bando Republicano, los máximos dirigentes del Partido Comunista de España habían marchado al exilio. Matilde Landa, dirigente del Socorro Rojo, fue designada responsable de mantener viva la organización. Muchos militantes no se resignaban a aceptar el nuevo régimen e intentaron reagruparse, creando una red clandestina de información y resistencia.
Pronto fueron descubiertos y detenidos. La confesión bajo torturas de José Pena Brea, propició la desarticulación de casi todo el grupo. Abarca, con dieciséis años, fue arrestada a primeros de mayo de 1939 en su domicilio de Madrid.
Trasladada a la Comisaría de la calle de Núñez de Balboa, sufrió vejaciones y durísimos interrogatorios, antes de ser internada en la cárcel de mujeres de Ventas. Allí coincidió en la sala de menores con María del Carmen Cuesta Rodríguez y algunas compañeras del grupo de Las Trece Rosas, que fueron fusiladas el 5 de agosto tras un Consejo de guerra urgente y sumarísimo, del que ella y Cuesta, fueron apartadas por razones de edad. El 4 de agosto Abarca fue juzgada y condenada a 20 años de prisión.
En mayo de 1940 fue trasladada a la prisión de Gerona, con un paso previo en las Oblatas de Tarragona, y luego a la cárcel de Les Corts de Barcelona. A pesar de su juventud, siempre se distinguió por su liderazgo y solidaridad para con las compañeras más desvalidas, y así lo relatan María Bigordà Montmany y Tomasa Cuevas en su libro Testimonios de mujeres en las cárceles franquistas.
Con la complicidad de familiares, amigos y miembros del partido, pudieron llegar a Francia y contactar con el Partido Socialista Unificado de Cataluña (PSUC) y el PCE de Santiago Carrillo. Durante un tiempo, Abarca se estableció en Toulose y más tarde en París, donde continuó la lucha política y se casó con José Salas Vidilla, también dirigente del PSUC.